# 福井県護国神社
福井県護国神社（ふくいけんごこくじんじゃ）は、福井県福井市にある神社（護国神社）。神紋は桜紋。

## 祭神
- 明治維新前後から第二次世界大戦までの国難に殉じた福井県関係者約3万2千柱を祀る。この中には、明治維新の志士・橋本左内も含まれている。
- 別殿・公安霊社には、警察等の殉職者、満州開拓団の戦災死亡者、自衛隊殉職者が祀られている。

## 歴史
- 昭和14年（1939年）の護国神社制度の成立を受けて福井県知事らを中心としてに護国神社創建のための奉賛会が結成された。
- 昭和16年（1941年）3月に社殿が竣工し、鎮座祭が行われ、内務大臣指定護国神社となった。第二次大戦後のGHQ占領下においては「福井御霊宮」に改称したが、独立後の昭和30年（1955年）に元の社名に復した。
- 昭和23年（1948年）の福井地震によって全ての建物が倒壊流失し、昭和26年（1951年）に本殿、昭和34年（1959年）に他の社殿が再建された。
- 平成19年（2007年）4月には特攻勇士の像が建立された。